# Seleção do Arquipélago Juan Fernández de Futebol
A Seleção do Arquipélago Juan Fernández de Futebol é a equipe representativa destas ilhas em competições oficiais. Não pertence à FIFA, nem à CONMEBOL, mas desde 19 de agosto de 2009, é reconhecida e afiliada ao COSANFF (Conselho Sul-Americano de Novas Federações de Futebol), e consequentemente, deverá ser afiliada à CONIFA. É organizada pela Liga de Fútbol de Juan Fernández. Jogou apenas quatro partidas oficiais, duas contra a Ilha de Páscoa e os Aimarás. A seleção ganhou a Copa CSANF após empatar com os Aimarás e vencer nos pênaltis.
Em 2024, a seleção foi convidada pela Asociación Nacional de Fútbol Profesional (ANFP) para disputar a Copa Chile, jogando a partida inaugural contra o Santiago Wanderers, perdendo por 2 a 1. Disputado em San Juan Bautista, principal localidade do arquipélago, o jogo foi transmitido pela TNT Sports, sendo o primeiro a ser exibido ao vivo para todo o país.

## Títulos
Copa CSANF2011

## Partidas
| Data                   | Local             | Adversário         | Placar         |
| ---------------------- | ----------------- | ------------------ | -------------- |
| 15 de junho de 1996    | Ilha de Páscoa    | Ilha da Páscoa     | 3x5            |
| 28 de setembro de 2000 | Ilha da Páscoa    | Ilha da Páscoa     | 0x16           |
| 6 de junho de 2010     | Arica             | Aimarás            | 2x0            |
| 2011                   | San Juan Bautista | Aimarás            | 1x1 (5x4 pen.) |
| 2024                   | San Juan Bautista | Santiago Wanderers | 1x2            |